# Mastercraft

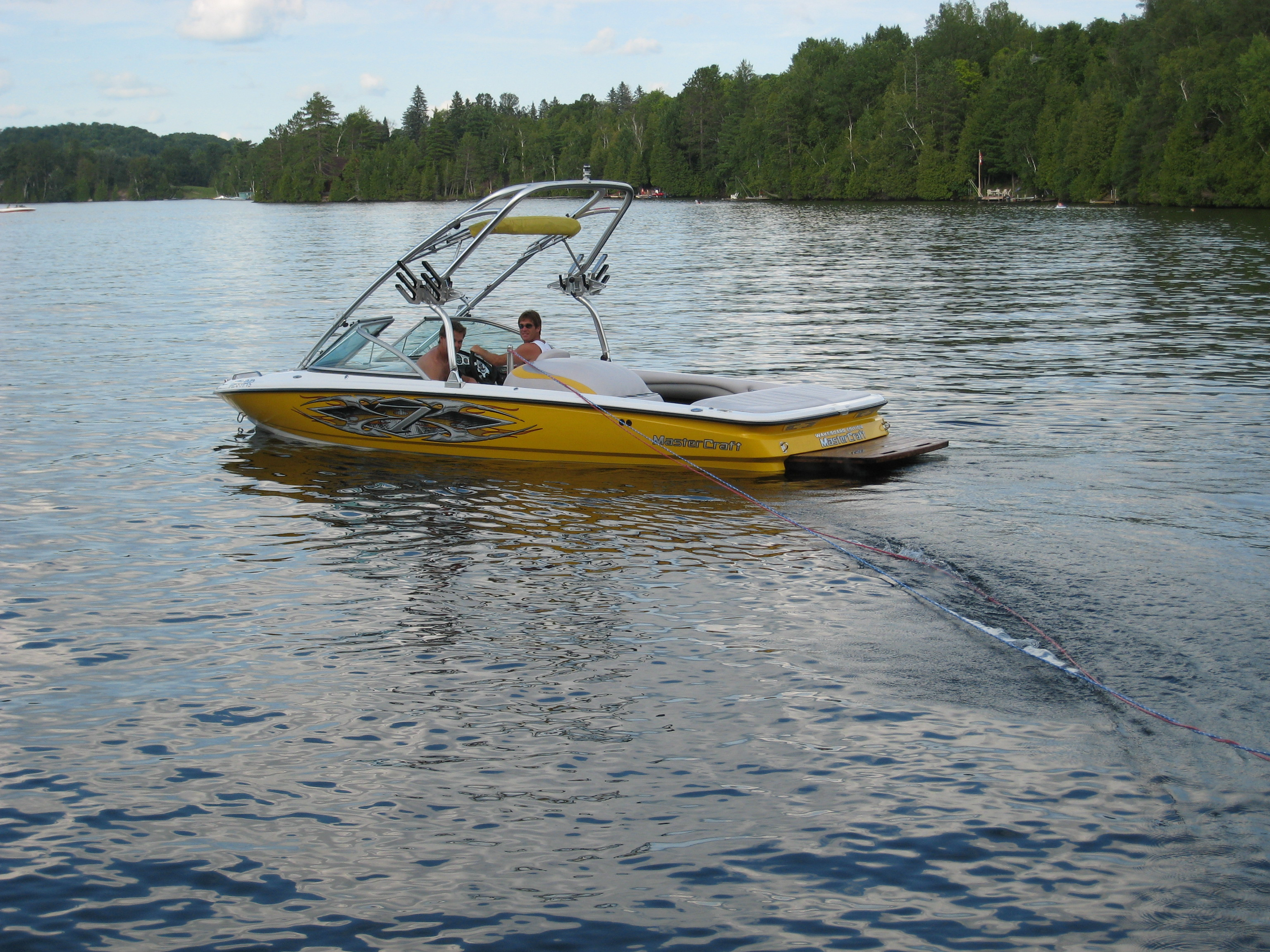
Kleineres MasterCraft-Modell als Wakeboardboot

MasterCraft ist ein Hersteller von Motorbooten mit Sitz in Vonore, Tennessee, USA. Das Unternehmen ist Marktführer für Boote im Bereich Wasserski und Wakeboard. Es verkauft Boote in mehr als 30 Länder und beschäftigt über 120 Händler in den USA und international.

## Geschichte
MasterCraft wurde im Jahr 1968 gegründet. Das erste Wasserskiboot entwickelten die Besitzer aus ihrer Unzufriedenheit über die verfügbaren Boote heraus in einem Pferdestall in Maryville, Tennessee. Im ersten Jahr des Bestehens wurden lediglich zwölf Boote gefertigt.
Heute, über 40 Jahre später, werden Jahr für Jahr Tausende von Booten für Wasserski, Wakeboarding und im Luxussegment produziert und verkauft. Mastercraft unterhält dafür eine Produktionsstätte in Vonore, Tennessee, wo über 560 Angestellte beschäftigt sind.
Im Jahr 2007 ist Mastercraft von Finanzinvestoren übernommen worden. Zu Beginn des Jahres 2010 konnte seinerseits Hydra-Sports akquiriert werden, Ende Oktober 2010 konnte die Produktion beginnen.

## Produkte

MasterCraft

Mastercraft stellt folgende Bootserien (Modelle) her:
- X-Serie (22, 24, 26): auf Wasserski optimierte Boote
- XT-Serie (20, 21, 22, 23, 25): auf Wakeboarden und Wakesurfing optimierte Boote, entstanden aus der Wakeboard Edition
- NXT-Serie: Einsteiger-Modelle, zum Wakeboarden optimiert
- Star-Serie (XStar, Prostar): Flaggschiff-Modelle

## Trivia
Im Jahr 2007 hat der Athlet Freddy Krueger den Weltrekord im Wasserskiweitsprung (74 m/243 ') hinter einer Mastercraft ProStar 197 erzielt.
Die Mastercraft MariStar 280 VLD wurde vom Boating Magazine zum Boot des Jahres 2004 ausgezeichnet.